# Stadio Giuseppe Voltini
(Lapide dedicatoria)
Lo Stadio comunale Giuseppe Voltini è lo stadio principale della città di Crema, ed ospita le partite casalinghe della Pergolettese e del Crema 1908, sebbene quest'ultima compagine utilizzi a volte anche l'impianto polisportivo Aldo Bertolotti.
Il settore che accoglie i tifosi della Pergolettese è la curva sud "Irmano Nichetti", così chiamata in ricordo di un tifoso del Pergocrema prematuramente scomparso. 
Il settore che accoglie i tifosi del Crema è la curva nord "Renato Olmi", così chiamata in ricordo del campione del Mondo con la Nazionale Italiana nel 1938 e con un passato nelle file bianconere.

## Storia

### Dalle origini al 1945
Il primo campo sportivo di Crema fu realizzato nel 1920 su un terreno appositamente acquistato dal Comune lungo l'allora via Milano. Serviva solo alla pratica del calcio, era dotato di spogliatoi e di una tribuna in cemento che già alla fine degli anni venti era già puntellata poiché alcuni sostegni apparivano pericolanti.
Anche su sollecitazione della presidenza della squadra dell'Crema F.C. il tecnico comunale ing. Silvio Mosconi allestì un progetto per un impianto polisportivo, dedicato al calcio, ma anche alla "palla al cesto", una pista di atletica leggera, un campo da tennis e una sala per la pratica della scherma. La tribuna a otto gradoni poteva contenere ottocento persone mentre al suo interno erano previsti spogliatoi capienti, servizi igienici, un'infermeria, un ristorante, una sala "di ricevimento", uffici amministrativi e l'alloggio per il custode. I lavori di ampliamento furono approvati dal Genio civile della Giunta provinciale amministrativa di Cremona il 18 dicembre 1935 con lavori preventivati dal costo di L. 200.000, sebbene il podestà con propria delibera dava la precedenza alla costruzione della tribuna impiegando la somma di L. 80.000. I collaudi (del terreno di gioco da parte della F.I.G.C., dalla commissione provinciale per quanto riguarda la tribuna) furono eseguiti nel mese di ottobre 1936. Per tutti gli anni trenta fu la sede delle partite casalinghe dell'AC Crema e, in alcune occasioni ritenute speciali furono allestite anche gare di tiro al piattello.
Anche lo stadio di Crema fu sede delle tipiche manifestazioni ginniche promosse dal regime fascista.

#### La fucilazione del 1944
Nel 1944 nello stadio fu eseguita una condanna a morte ad opera delle Brigate Nere. Alcuni giorni prima, il 23 novembre, si tenne presso Porta Serio uno scontro a fuoco nel corso del quale furono uccisi un tenente ed un vicebrigadiere della Guardia Nazionale Repubblicana. Fu ordinato un rastrellamento durante il quale furono arrestati presso Castelleone Gaetano Paganini, Ernesto Monfredini. Luigi Bertazza ed Antonio Pedrazzini, membri della formazione partigiana “Giustizia e Libertà” operante sui monti piacentini. I quattro uomini furono torturati e condannati probabilmente anche su sollecito o con la complicità del commissario prefettizio di Crema Giovanni Agnesi fervente sostenitore del regime che già un anno prima sul settimanale Il popolo fascista da lui diretto aveva manifestato propositi di vendetta contro i cosiddetti “traditori della patria”. L'esecuzione avvenne nel campo sportivo il 29 novembre 1944.

#### L'esecuzione del 1945
Un'altra esecuzione avvenne il 29 aprile 1945. Nel clima di contrapposizioni e vendette che seguirono i giorni immediatamente successivi al termine della guerra di Liberazione furono arrestati quattro militanti fascisti da parte di alcuni membri del CLN ipotizzando in tal modo la soddisfazione del desiderio di vendetta e giustizia rivendicati dalla popolazione. I quattro condannati Clorinda Boffelli, Eugenio Carniti, Manlio Rovescalli e Alfredo della Torre erano ritenuti rei di rappresaglie nei confronti di partigiani (il Della Torre era stato coinvolto precedentemente in un eccidio perpetrato a Capralba e fu reo confesso dell'uccisione di un prigioniero di guerra greco). Fallirono le intercessioni del futuro deputato della Camera conte Lodovico Benvenuti e di monsignor Ferdinando Mussi, i quali cercarono di evitare un'esecuzione sommaria. Ottennero, comunque, che la condanna non fosse eseguita in piazza ma nel campo sportivo a porte chiuse come poi avvenne.

### Dal 1945 al 1980
Nel dopoguerra ripresero gli incontri calcistici anche se, occasionalmente, lo stadio divenne protagonista di altri eventi quali la gincana automobilistica organizzata nel mese di maggio 1952.
Nel 1968 lo stadio rimase più di un anno chiuso per il riassetto del terreno di gioco. Le gare venivano disputate presso il polisportivo di Santa Maria della Croce.

#### L'intitolazione a Giuseppe Voltini
Nel 1972, durante la presentazione della finale di un torneo fu annunciata la volontà dell'amministrazione comunale di dedicare lo stadio a Giuseppe Voltini. Si voleva celebrare in questo modo un personaggio del mondo sportivo cremasco che fu giocatore, allenatore, dirigente, consigliere, presidente e presidente onorario dell'AC Crema, scomparso nel gennaio 1971.
La decisione definitiva fu presa durante il consiglio comunale del 5 giugno 1972.

### Gli anni Ottanta
Durante il 1983 una folata di vento fece cadere parte di un muro di cinta sovraccarico di tabelloni pubblicitari.. I lavori di rifacimento costarono 65 milioni di lire. L'anno successivo fu chiusa la tribuna centrale per inagibilità, vicenda che scatenò una vivace contrapposizione politica con le accuse di un presunto, tardivo intervento per sanare una situazione precaria nota da tempo. La tribuna fu riaperta durante l'anno.
Nel 1987 confidando in finanziamenti si ipotizzò un preventivo di un miliardo e 100 milioni per la ristrutturazione delle sottotribune; si trattava di uno tra i tanti interventi ormai necessari alla struttura a causa dei quali si decideva di diminuire la capienza da 4.069 a 3.209 spettatori A questi problemi si sommavano le avvertenze della prefettura che denunciava carenze circa le uscite di sicurezza e sull'altezza delle reti di protezione attorno al campo. Per far fronte ai lavori verso la fine dell'anno venne contratto un mutuo di 772 milioni con la Cassa depositi e prestiti. Il progetto fu redatto nel 1989 e prevedeva la divisione delle gradinate in settori suddivisi con materiali ignifughi, il rifacimento delle recinzioni, dei servizi igienici e la riqualificazione degli spogliatoi. I lavori vennero infine realizzati nell'estate 1990, durante i quali non mancarono opinioni negative in merito alla presunta lentezza dei lavori: ne furono portavoce i presidenti di AC Crema e Pergocrema, le due società che usufruivano dell'impianto. I lavori obbligarono le squadre a giocare le partite casalinghe a Cremona (Pergocrema) e Orzinuovi (AC Crema) e vennero terminati nel mese di novembre.

### Gli anni Novanta
Giusto un anno prima i presidenti di Pergocrema e AC Crema Andreini e Lacchinelli avevano proposto la gestione diretta della pubblicità e della manutenzione ordinaria dello stadio. L'accordo con il Pergocrema in cambio di una fideiussione di 100 milioni di lire da versare al comune era vicino nei primi mesi del 1991, ma poi fallì per l'interesse della società a gestire la sola pubblicità, non la struttura, ma anche in polemica con la richiesta dell'amministrazione comunale di ottenere il saldo di 40 milioni di debiti contratti. Alla fine l'accordo fu stipulato dopo mesi di trattative nell'autunno 1991. La convenzione fu receduta per volontà del comune nel 1994 ritenendola onerosa, vicenda che procurò minacce di strascichi legali da parte del presidente del Pergocrema Erasmo Andreini; tuttavia, pochi giorni dopo avvenne la fusione della squadra con l'AC Crema dando vita al CremaPergo e la presidenza passò di mano ai fratelli Bianchi.
Un secondo lotto di lavori fu affrontato nel 1995 con il rifacimento completo della sala stampa: l'ampliamento permise, tra l'altro, di ricavare lo spazio per la collocazione di telecamere per le riprese televisive ed uno stanzino isolato acusticamente per lo speaker; il mese precedente il CremaPergo vi aveva trasferito gli uffici amministrativi. Ulteriori interventi del valore di un miliardo di lire furono inclusi nel piano triennale del 1996 da parte della giunta: locale antidoping, nuovo bar, tre chioschi, impianto di irrigazione automatica, deposito delle attrezzature, adeguamento dell'impianto elettrico.
La nuova giunta Ceravolo nel 1999 deliberò lo stanziamento di 250 milioni di lire per interventi sugli spogliatoi, sul locale antidoping e pronto soccorso, il deposito attrezzi, bar della tribuna e appartamento del custode. In quegli anni veniva considerata l'idea che lo stadio fosse obsoleto e il mutuo da un miliardo acquisito dalla precedente giunta Giovinetti fu dirottato verso altri progetti. I lavori vennero eseguiti nell'estate 2000.

### Gli anni Duemila
Il 1º luglio 2000 lo stadio ospitò il suo primo concerto musicale: le parrocchie della zona pastorale sud della diocesi di Crema organizzarono una manifestazione tenuta dal gruppo musicale «Gen-Verde» nato all'interno del Movimento dei Focolari fondato da Chiara Lubich.
Dopo il passaggio di proprietà i nuovi dirigenti del CremaPergo Aschedamini e Scorsetti chiesero la gestione diretta della struttura, analogamente a quanto concordato una decina di anni prima con il Pergocrema. A causa del protrarsi dei lavori l'amministrazione comunale non proseguì le trattative; la richiesta fu rinnovata dal rinato Pergocrema nel 2002, per il quale l'8 dicembre fu organizzata una manifestazione in occasione del 70º anno dalla fondazione. La convenzione del valore di 60 milioni l'anno e della durata di tre anni, poi prorogata di uno, alla fine fu stipulata nell'estate 2003 e firmata nel mese di dicembre.
Il 28 novembre 2004 fu installata ed inaugurata un lapide in memoria dei quattro partigiani fucilati nel 1944, alla presenza del sindaco Claudio Ceravolo e dei rappresentanti dell'Anpi di Crema e provinciale.
Nel 2005, in occasione della promozione del Pergocrema in serie C2, la Figc contestava problemi di sicurezza sulle basi delle nuove normative: era necessario, in particolare, sostituire l'intera recinzione per una spesa complessiva deliberata di 340.000 euro da stornare dal bilancio comunale, cifra contestata dalla minoranza di centro-destra per la sua consistenza e chiedendo al sindaco di farsi portavoce verso la federazione per la concessione di una proroga. I tecnici della Lega Calcio effettuarono nel mese di giugno 2005 un'ispezione al termine della quale osservavano che per giocare in C2, oltre alla recinzione, andavano sostituite le panchine, numerati i posti a sedere e creata una nuova sala antidoping. Da una riunione tra amministrazione comunale, forze dell'ordine, vigili del fuoco, funzionari dell'Asl e del Coni emerse l'impossibilità a posticipare la messa in sicurezza, annunciando quindi l'inizio dei lavori che furono effettivamente eseguiti, cui si aggiunse a quelli previsti l'installazione di un impianto di videosorveglianza. Dopo 50 giorni avvenne il sopralluogo di un'apposita commissione (amministratori, dirigenti del commissariato di pubblica sicurezza e della polizia locale, tecnici comunali e rappresentanti del Pergocrema) che si concluse positivamente. L'intervento costò 280.000 euro.
Nel 2007 la nuova giunta di centro-destra prorogò la convenzione con il Pergocrema ancora di un anno. Nello stesso anno fu la questura a obiettare la necessità di ulteriori interventi: accorgimenti per evitare l'arrampicata dei tifosi sulle recinzioni, transenne per disciplinare gli ingressi e potenziamento dell'impianto di videosorveglianza.
Nel mese di maggio 2008 il Pergocrema conquistò la promozione in serie C1 e di nuovo l'amministrazione comunale si trovo ad affrontare problematiche dovute all'adeguamento dello stadio alla normativa da applicare per poter partecipare a questo campionato, quali, ad esempio la necessità di garantire 4.000 posti a sedere dei quali 800 destinati alla tifoseria avversaria. Il Voltini era omologato per 3.500.
Nel mese di giugno il presidente della Lega Mario Macalli comunicava che non vi sarebbero state proroghe ed i lavori di adeguamento dovevano terminare entro il 9 agosto, data di inizio della Coppa Italia. Gli interventi improcrastinabili erano: l'aumento della capienza della gradinata nord di 300 posti, l'ampliamento della tribuna stampa (50 posti), il miglioramento degli impianti d'illuminazione e d'irrigazione. Pochi giorni dopo fu rinnovata la convenzione con il Pergocrema (prorogata nuovamente nel 2009 per due anni) ed iniziarono i lavori dal costo stimato in 250÷300.000 euro, poi saliti a 400.000 euro; la commissione provinciale di vigilanza per i pubblici spettacoli concedette l'agibilità alla fine di agosto certificando l'impianto per 4.095 spettatori.
Un'altra problematica sorse nell'estate del 2009 quando lo stadio fu dichiarato non a norma a causa della mancata disposizione di un'area esterna di prefiltraggio per il controllo dei tifosi e relative barriere dal costo di circa 150.000 euro. Il sopralluogo dell'architetto della Lega Vittorio Vaccari ipotizzò la totale inderogabilità. Il problema non era solo economico, ma anche di spazi, da cui il consiglio del prefetto di invertire le curve, soluzione che vedeva contrari la società Pergocrema e la relativa tifoseria. Alla fine, dopo un parziale intervento di isolamento di alcune aree predeterminate, un decreto prefettizio dichiarò il Voltini a norma.

### Gli anni Duemiladieci
Con la promozione in Serie C della Pergolettese nel 2019, il Voltini ha subito nuovi interventi di ristrutturazione: l'installazione dei seggiolini nei settori Distinti e Tribuna Laterale, la creazione di una zona prefiltraggio all'esterno dello stadio per il settore ospiti, il potenziamento dell'impianto d'illuminazione e il rifacimento del tetto della Tribuna Centrale.

## Caratteristiche
- Posti totali: 4.095 spettatori
- Larghezza campo: 68 m
- Lunghezza campo: 105 m
- Fondo: Erba
- Copertura campo: Scoperto
- Proiettori: Philips ArenaVision LED gen3.5
- Illuminamento Verticale verso la Main camera: >800lx

## Capienza
I posti a sedere sono così suddivisi:
| Settore omologato | Capienza |
| ----------------- | -------- |
| Curva Sud         | 1 306    |
| Curva Nord        | 1 005    |
| Tribuna laterale  | 803      |
| Distinti          | 699      |
| Tribuna centrale  | 232      |
| Tribuna stampa    | 50       |
| Totale            | 4 095    |